# Боволента, Арно
Арно Боволента (фр. Arnaud Bovolenta; 6 сентября 1988, Альбервиль, Савойя, Рона — Альпы) — французский фристайлист, серебряный призёр Олимпийских игр 2014 года.

## Биография
Рос на горнолыжной базе Ареш-Бофор в департаменте Савойя, поэтому на лыжи встал в раннем детстве.
На Олимпийских играх в Сочи выступал в ски-кроссе и занял второе призовое место. При этом его коллеги по сборной Жан-Фредерик Шапюи и Жонатан Мидоль заняли, соответственно, первое и третье место. Таким образом впервые на Зимних Олимпийских играх весь пьедестал в одной дисциплине заняли представители сборной Франции.

## Достижения
- Зимние Олимпийские игры: серебро (2014)[2].